# Anna Sacher a její hotel

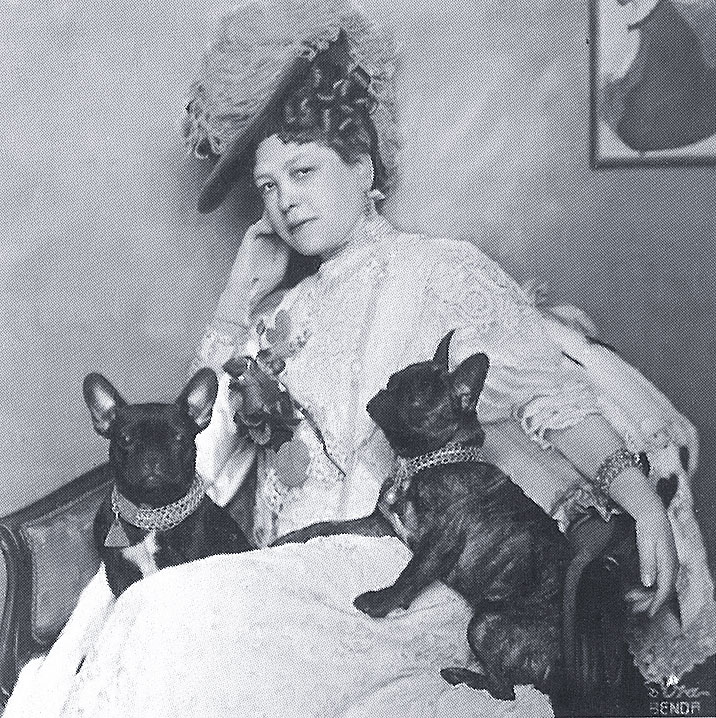
Fotografie Anny Marie Sacher, majitelky hotelu (1908)

Anna Sacher a její hotel (německy Anna Sacher und ihr Hotel. Im Wien der Jahrhundertwende) je román rakouské spisovatelky Moniky Czerninové (* 1965 Klagenfurt), která se ve svých dílech zaměřuje na děj, jehož hlavní linií je silná osobnost. Postupně se zaměřovala na osobnosti s výraznou charakterovou stránkou jakou byly Marie Terezie, Mustafa Kemal Atatürk, Pablo Picasso či Anna Sacherová. Podílela se na vzniku mnoha dokumentů a filmů, kde pracovala jako režisérka a spoluautorka.

## Shrnutí děje
Román popisuje společenskou, kulturní i politickou atmosféru Rakouska-Uherska i střední Evropy na přelomu 19. a 20. století v kulisách vídeňského hotelu Sacher a jeho návštěvníků.

## Děj
Jednotlivé kapitoly mají vždy nosnou osobnost, která ovlivňovala v daném době politické názory, módu, kulturu, národnostní a sociální politiku. Je to propojení literární invence a skutečných ověřených skutečností z dochovaných dokumentů. Častými a významnými hosty hotelu Sacher byl korunní princ Rudolf, Pauline Metternichová, srbský král Michal Obrenović III., Gustav Klimt a mnoho dalších známých osobností dané doby. Byla to éra velkých změn v celé společnosti, stavebních akcí v centru Vídně, ale současně blížícího se konce Rakouska-Uherska. Hotel Sacher, vedený ambiciózní majitelkou Annou Sacherovou, byl centrem potkávání se veličin bez ohledu na národnost, politické smýšlení, ale především s vyšším životním standardem. V návštěvnících hotelu přetrvával dlouhotrvající pocit bezpečí, kdy válečné konflikty jako by se jejich společnosti i Vídni nedotýkaly. Postupně docházelo k nerovnováze ve společnosti což bylo předzvěstí krize. Představa, že není nutné vkládat finanční zdroje do zbrojního průmyslu, způsobila rozčarování a ztráty na životech i majetku. Byl to konec jedné epochy a nástup první světové války.
Konec hotelu Sacher se blížil s počátkem světové revoluce, byl silně zadlužen a přesto se Anna Sacherová snažila s pomocí dřívějších kontaktů držet původní úroveň. Nakonec byla zbavena svéprávnosti pro vedení hotelu. Hotel skončil stejně jako jedna epocha světových dějin.